# Three Men and a Girl
Three Men and a Girl er en amerikansk stumfilm fra 1919 af Marshall Neilan.

## Medvirkende
- Marguerite Clark som Sylvia Weston
- Richard Barthelmess som Christopher Kent
- Percy Marmont som Henry Forsyth
- Jerome Patrick som Julius Vanneman
- Ida Darling som Theresa Jenkins